# Grays River (Washington)
Grays River es un área no incorporada ubicada en el condado de Wahkiakum en el estado estadounidense de Washington.

## Geografía
Grays River se encuentra ubicado en las coordenadas 46°21′22″N 123°36′34″O / 46.35611, -123.60944.